# Joachimsthal
Joachimsthal è una città di 3 430 abitanti del Brandeburgo, in Germania. Appartiene al circondario (Landkreis) del Barnim (targa BAR), ed è capoluogo della comunità amministrativa (Amt) di Joachimsthal (Schorfheide).

## Geografia fisica
Joachimsthal si trova nella parte settentrionale del Barnim, e comprende nel suo territorio i laghi Werbellinsee e Grimnitzsee. È compreso nella riserva biologica Schorfheide-Chorin, ed il comune più vicino è Althüttendorf.

## Storia
Joachimsthal venne fondata nel 1247 e nel 1604 ottenne lo status di città.

## Infrastrutture e trasporti
La cittadina è capolinea di una linea ferroviaria, che la collega a Eberswalde. La tratta Joachimstal-Templin è stata soppressa nel 2006. Vi sono due stazioni ferroviarie: Joachimsthal e Joachimsthal Kaiserbahnhof.

## Amministrazione

### Gemellaggi
- Golczewo, dal 1996